# Civilization Revolution 2
Sid Meier’s Civilization Revolution 2 ist ein Globalstrategiespiel von 2K China für die mobilen Plattformen iOS und Android aus dem Jahr 2014. Es handelt sich wie im Vorgänger Civilization Revolution um einen im Umfang deutlich reduzierten Ableger der Hauptreihe Sid Meier’s Civilization. 2015 wurde es von 2K China für die tragbare Spielkonsole PlayStation Vita als Civilization Revolution 2 Plus portiert und veröffentlicht.

## Spielprinzip
Das Spielkonzept entspricht grundsätzlich dem der Hauptreihe: der Spieler führt ein Volk in seiner Entwicklung von der einfachen Stammeskultur zu einer weltraumfahrenden Zivilisation. Er steht dabei im Wettstreit mit anderen Völkern mit den gleichen Zielen. Anfangs wählt der Spieler aus real existierenden Vorbildern sein Volk (z. B. Römer, Amerikaner, Deutsche usw.) und einen Anführer (bspw. Caesar oder Abraham Lincoln), der seinem Volk gewisse Boni verleiht. Zu den wiederkehrenden Aufgaben zählt die Ausweitung des eigenen Reiches durch Städteneugründungen, die Erforschung neuer Technologien sowie die Kämpfe gegen feindliche Völker und marodierende Barbarenstämme. Es gibt ähnlich der Hauptreihe vier Siegbedingungen:
- Wissenschaftssieg: die erfolgreiche Zusammenstellung einer Weltraumexpedition ins benachbarte Sonnensystem Alpha Centauri
- Herrschaftssieg: die Eroberung aller gegnerischen Hauptstädte
- Kultursieg: die Konvertierung rivalisierender Städte und Errichtung der Vereinten Nationen
- Wirtschaftssieg: 20.000 Goldmünzen erwirtschaften und Errichtung der Weltbank

Neben diesem freien Spiel gibt es sogenannte Herausforderungsszenarien, für die unterschiedlichen Spiel- und Siegbedingungen festgelegt sind.

## Entwicklung
Da Spiel wurde zunächst exklusiv für die Mobilplattformen iOS und Android entwickelt. Statt des Comiclooks des Vorgängers wechselte Entwickler 2K China auf eine 3D-Engine. Gestrichen wurde im Vergleich zum Vorgänger der Mehrspieler-Modus. Hinzugefügt wurden dagegen 20 Herausforderungs-Szenarien. Im Oktober 2015 kündigte 2K Games die Portierung des Spiels auf PlayStation Vita an. Die Fassung wurde um zusätzliche Szenarien und historische Anführer aus der japanischen Geschichte (Oda Nobunaga, Heihachiro Togo und Himiko) erweitert. In Asien erschien das Spiel im Dezember 2015 als physische Box-Veröffentlichung und als Download, in Europa nach zwei Verschiebungen Ende März 2016 als Download.

## Rezeption
Das Spiel erhielt gemischte Kritiken.

„Das erste Civilization Revolution hat es geschafft, eine neue Zielgruppe mit dem Civ-Virus zu infizieren. Dieses Kunststück gelingt dem neuen Serienteil erneut. Allerdings dürfte es sich nur um Spieler handeln, die ausschließlich ihr Smartphone zum Zocken benutzen. Auf nahezu allen weiteren Plattformen stehen ausgereiftere und komplexere Serienteile zur Verfügung.“

„Civilization Revolution 2 macht der Serie nicht unbedingt Ehre: Sicherlich sind die Vereinfachungen Teil des Konzeptes, in den Augen eines Fans schmerzt die Reduktion jedoch sehr. […] So bleibt Civilization Revolution 2 ein Strategiespiel für Einsteiger. Wer die taktische Tiefe nicht misst und sich nicht an der Comicaufmachung stört, kann damit durchaus spaßige Stunden verbringen – aber genauso gut auch zum Vorgänger greifen.“